# Hylaeorchis
Hylaeorchis é um género botânico pertencente à família das orquídeas (Orchidaceae). Foi proposto Romero & Carnevali em 2000, publicado em Orchids, ed. 2: 1136. A Hylaeorchis petiolaris  (Schltr.) Romero & Carnevali, antes Maxillaria petiolaris Schltr. é sua espécie tipo. O nome do gênero vem de hylaea, floresta, e orchis, no caso orquídea, em referência ao fato desta espécie habitar a floresta Amazônica.

## Distribuição
Este gênero conta somente uma espécie epífita, de crescimento cespitoso, antes subordinada ao gênero Maxillaria, 
mas que estudos recentes revelaram muito mais próxima de Bifrenaria e Scuticaria e existe apenas na Amazônia.

## Descrição
Apresenta rizoma curto, revestido de Baínhas, com raízes filiformes, pseudobulbos pequenos, agregados, levemente ovóides e bastante alongados, com um uma única folhas, comparativamente grande, longamente pseudopeciolada, pela frente com depressão bastente visivel de sual nervura central. A inflorescência solitária nasce das axilas das Baínhas dos pseudobulbos, em regra diversas ao mesmo tempo, com pequenas flores que lembram as da Mormolyca rufescens.
As flores são pequenas e frágeis, rosadas, eretas, com labelo vináceo de margens brancas ou amarelado. As sépalas são parecidas, não se abrem muito, as laterais alargadas na base formanto pequeno mento com o pé da coluna. As pétalas, tem o mesmo comprimento que a sépala doral, mas bem mais estreitos. O labelo, do mesmo comprimento que das pétalas, é levemente trilobado, lobos laterais algo levantados, com espessamento linguiforme no disco. A coluna é comparativamente bastante grande e espessa, com prolongamento podiforme e grande antera terminal.